# Kipawa (Québec)
Pour les articles homonymes, voir Kipawa.
Kipawa est une municipalité du Québec située dans la MRC de Témiscamingue en Abitibi-Témiscamingue.

## Toponymie
Le nom de Kipawa provient de l'algonquin et signifie C'est fermé. Le nom provient du lac Kipawa, dont les très nombreuses baies font de ce lac un véritable labyrinthe.

## Histoire
- 1er janvier 1985 : Constitution de la municipalité de Kipawa.

## Géographie
La municipalité comprend les villages de Tee Lake, siège de l'administration locale, et de Kipawa, au bord du lac du même nom. La réserve indienne de Kebaowek est enclavée dans le village de Kipawa.

## Démographie
| 1991 | 1996 | 2001 | 2006 | 2011 | 2016 | 2021 |
| ---- | ---- | ---- | ---- | ---- | ---- | ---- |
| 507  | 549  | 521  | 565  | 474  | 516  | 446  |

## Administration
Les élections municipales se font en bloc pour le maire et les six conseillers.
| Kipawa Maires depuis 2001                                                                                            |                |         |          |
| Élection | Maire          | Qualité | Résultat |
| 2001 | Marie Lefebvre |         | Voir     |
| 2005 | Marie Lefebvre | Voir    |          |
| 2009 | Norman Young   |         | Voir     |
| 2013 | Norman Young   | Voir    |          |
| 2017 | Norman Young   | Voir    |          |
| 2021 | Norman Young   | Voir    |          |
| Élection partielle en italique Depuis 2005, les élections sont simultanées dans toutes les municipalités québécoises |                |         |          |